# Cumberland (Indiana)
Pour les articles homonymes, voir Cumberland.
Cumberland est une ville située dans les comtés de Hancock et de Marion dans l'État d'Indiana aux États-Unis.
Sa population était de 5 954 habitants en 2020.